# Wanda Panfil
Marianna Wanda Panfil-González (Polonia, 26 de enero de 1959) fue una atleta polaca, especializada en la prueba de maratón en la que llegó a ser campeona mundial en 1991.

## Carrera deportiva
En el Mundial de Tokio 1991 ganó la medalla de oro en la maratón, recorriendo los 42,195 km en un tiempo de 2:29:53 segundos, llegando a la meta por delante de la japonesa Sachiko Yamashita (plata) y la alemana Katrin Dörre (bronce).